# Ниморены
Ниморены (рум. Nimoreni, Ниморень) — село в Яловенском районе Молдавии. Относится к сёлам, не образующим коммуну.

## География
Село расположено на высоте 126 метров над уровнем моря.

## Население
По данным переписи населения 2004 года, в селе Ниморень проживает 2302 человека (1144 мужчины, 1158 женщин).
Этнический состав села:
| Национальность | Число жителей | Процентный состав |
| -------------- | ------------- | ----------------- |
| молдаване      | 2261          | 98.22             |
| румыны         | 18            | 0.78              |
| русские        | 12            | 0.52              |
| украинцы       | 5             | 0.22              |
| цыгане         | 3             | 0.13              |
| гагаузы        | 1             | 0.04              |
| болгары        | 1             | 0.04              |
| прочие         | 1             | 0.04              |
| Всего          | 2302          | 100 %             |

## Известные уроженцы
- Гросу, Георгий Степанович (Митрополит Гурий; 1877-1943) — епископ Румынской православной церкви, бессарабский религиозный и политический деятель.